# Cotillas
Cotillas – gmina w Hiszpanii, w prowincji Albacete, w Kastylii-La Mancha, o powierzchni 14,47 km². W 2011 roku gmina liczyła 157 mieszkańców.